# Kościół św. Anny w Bąkowicach
Kościół św. Anny – rzymskokatolicki kościół parafialny w Bąkowicach. Świątynia należy do parafii św. Anny w Bąkowicach, w dekanacie Namysłów zachód, archidiecezji wrocławskiej. Dnia 4 lutego 1966 roku pod numerem 1100/66 kościół został wpisany do rejestru zabytków województwa opolskiego.

## Historia kościoła
Pierwsze informacje o kościele pochodzą z połowy XVI wieku, gdzie w latach 1581-1582, mieszkający na tych terenach protestanci wybudowali drewnianą świątynię. W latach 1837–1839 w miejscu spalonej drewnianej świątyni mistrz murarski Hasenwinkel z Namysłowa zbudował kościół murowany, budowlę jednonawową z zamkniętym półkoliście prezbiterium. W 1869 dobudowano od zachodu kwadratową wieżę. W 1914 roku przy południowej ścianie wieży wybudowana została kaplica. Kościół odnowiono w 1934 oraz w 1957. W kościele znajduje się gotycka Pietà z I połowy XV wieku. Wewnątrz wystrój i wyposażenie kościoła pochodzi z XVII i XVIII wieku.